# Expedició de García Jofre de Loaisa

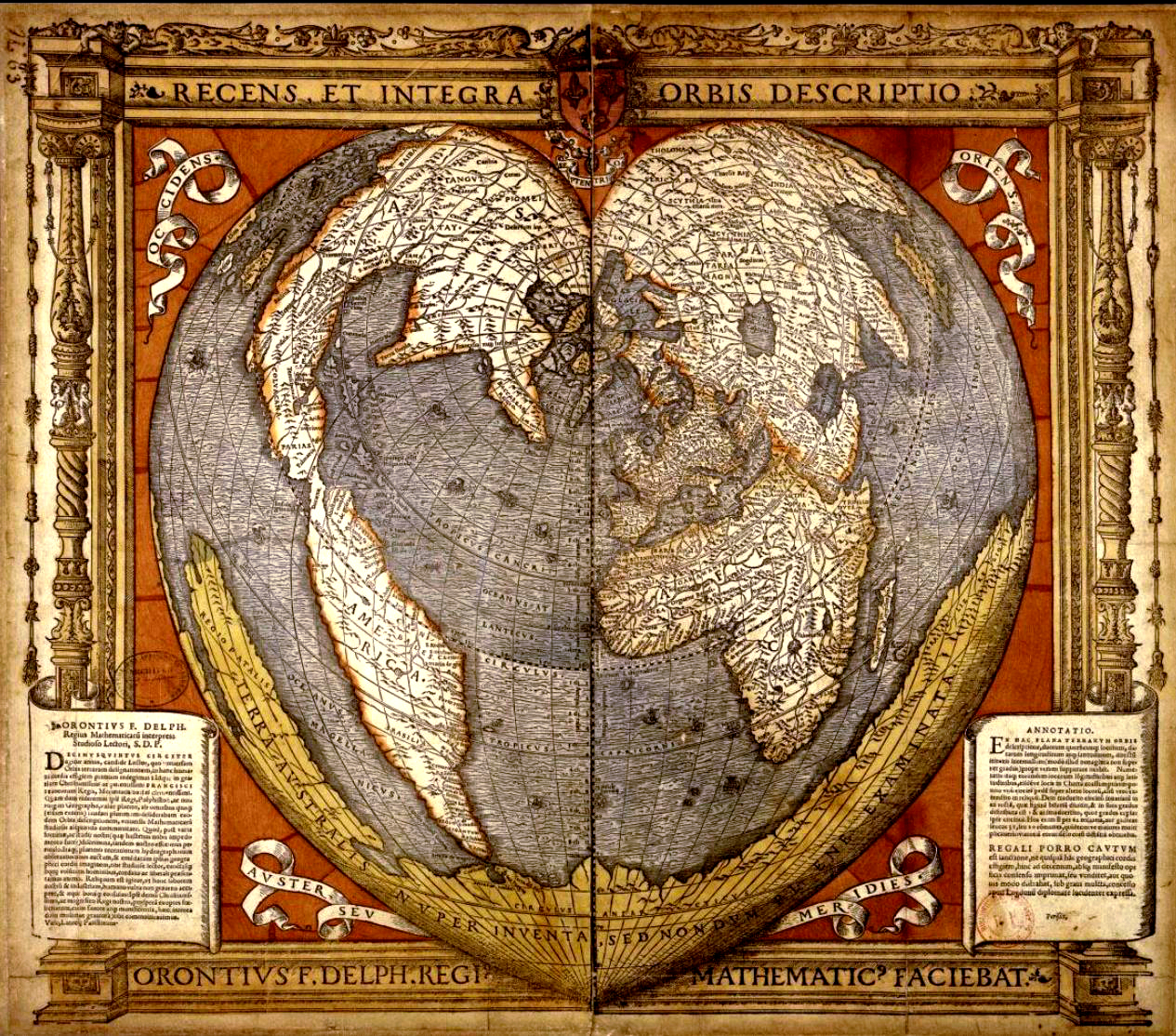
Mapamundi francès de 1536.

L'Expedició de García Jofre de Loaisa va ser una expedició marítima espanyola realitzada entre 1525 i 1526 i dirigida per García Jofre de Loaisa per tal de prendre i colonitzar les illes Moluques, riques en espècies, la propietat les quals es disputaven les corones de Castella i Portugal. L'expedició, formada per una flota de set naus i 450 homes, es va fer a la mar des de La Corunya el 24 de juliol de 1525. Figuraven en ella dos dels més insignes mariners espanyols: Juan Sebastián Elcano, que va perdre la vida a l'expedició, i el joveníssim Andrés de Urdaneta.
Van realitzar nombrosos descobriments geogràfics i marítims, però la seva travessia va ser una successió de desastres, calamitats i desercions. Durant el viatge van morir, entre d'altres, el capità Loaisa i Elcano. Tres de les naus no van arribar a creuar l'Estret de Magallanes i només una, la Santa María de la Victoria, va arribar a les Moluques, on la tripulació va haver d'enfrontar-se amb els portuguesos durant gairebé un any. Després de patir vicissituds innombrables, al llarg d'un duríssim i amarg viatge, només 24 homes d'aquesta nau van tornar a Espanya.

## Antecedents
El 1522, poc després de la primera circumnavegació feta per Juan Sebastián Elcano, Carles I d'Espanya decideix formar una flota per adquirir les Illes Moluques pel seu imperi. El motiu era estratègic i econòmic, ja que en aquestes illes es produïen nombroses espècies, com ara clavell d'espècia, pebre, canyella i nou moscada, els preus de les quals eren astronòmics.
El 31 de maig de 1524 fracassaren les reunions que mantenien a Elvas i Badajoz els representants d'Espanya i Portugal sobre la qüestió de la propietat de les Moluques. Amb la fi de les converses el rei Carles va ordenar que es realitzés una expedició a aquelles terres, ja prevista però paralitzada durant les negociacions. Després de catorze mesos de preparatius l'esquadra estava preparada per fer-se a la mar.
El 5 d'abril de 1525 el rei Carles va nomenar fra García Jofre de Loaisa, Comanador de l'Orde de Sant Joan, Capità General de l'Armada i Capità General i Governador de les Illes Moluques, escollint-lo pel seu noble llinatge i els seus coneixements de nàutica.

## L'expedició

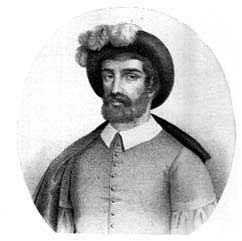
Juan Sebastián Elcano.

La flota la componien les següents naus:
- Santa María de la Victoria, de 360 tones, sota el comandament del mateix Loaisa.
- Sancti Spiritus, de 240 tones, sota el comandament de Juan Sebastián Elcano, com a Pilot Major de l'expedició i segon cap.
- Anunciada, de 204 tones, sota el comandament de Pedro de Vera.
- San Gabriel, de 156 tones, sota el comandament de Rodrigo de Acuña.
- Santa María del Parral, de 96 tones, sota el comandament de Jorge Manrique de Nájera.
- San Lesmes, del mateixa tonatge i sota el comandament de Francisco de Hoces.

A elles se sumava el patatxe Santiago, de 60 tones, comandada per Santiago de Guevara. La dotació completa de totes elles formaven una tripulació d'uns 450 homes, la qual cosa la convertia en una de les expedicions més grans de la seva època. Entre ells hi havia alguns veterans de la primera circumnavegació de la Terra, com el mateix Juan Sebastián Elcano que era el segon comandant i pilot major, i Rodrigo de Triana, que va veure Amèrica en el primer viatge de Colom.
Així mateix participava en l'expedició, com a ajudant d'Elcano, Andrés de Urdaneta, que arribaria a ser el més gran cosmògraf del seu temps.

## Partida
L'expedició va salpar del port de La Corunya abans de l'alba del 24 de juliol de 1525. El 31 de juliol va passar per davant de Madeira i l'1 d'agost va arribar a l'illa de la Gomera, on van fer una escala de dotze dies, en què van aprofitar per abastirr les naus amb coses com aigua, llenya, carn fresca i recanvis de velam. Abans de salpar, a instàncies de Juan Sebastián Elcano, Urdaneta es reuní amb els capitans i pilots, fent-los veure les dificultats de les aigües properes a l'estret de Magallanes i en doblar el Cap d'Hornos, per la qual cosa queda indicat que ell, amb la seva nau, viatjaria al capdavant i que procuressin la resta seguir la seva traçada per no patir pèrdues innecessàries.
Salparen d'aquella illa el 14 d'agost rumb al sud, seguint les recomanacions de navegació establertes per Colom. Als quatre dies, a molt poca distància del Cap Blanc, se li va partir el pal major a la capitana. Per reforçar els fusters d'abord, Elcano envià dos dels seus millors fusters, que amb una xalupa intentaren arribar a la nau avariada, aconseguint-ho, però no sense patiment, per culpa d'una mala mar sobtada i un fort aiguat. L'esquadra navegava sols amb els trinquets, per culpa del mal temps regnant, cosa que va provocar en un fals moviment, que la Santa Maria del Parral fos abordada per la nau avariada, cosa que li provocà grans desperfectes a la popa, quedant molt mal parada.

## Trobada amb una nau portuguesa

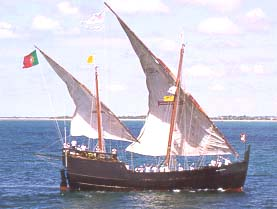
Reconstrucció d'una nau portuguesa.

Trobant-se en aigües de l'actual Sierra Leone, a uns 5º de latitud nord, el 5 d'octubre, els expedicionaris albiraren una nau i sent coneixedors que la França de Francesc I encara buscava brega contra Espanya, en prevenció de ser atacats es va manar el moviment de caça general. Però la solitària nau, en veure'ls venir virà i emprengué la fugida, de manera que Loaisa, veient que no la podia agafar donà l'ordre de tornar al rumb inicial. El patatxe Santiago, en ser més lleuger, va poder agafar la nau i comprovà que era portuguesa. En tornar es van trobar que el capità de la Sant Gabriel, Rodrigo de Acuña, va fer disparar un tret i manà als portuguesos que es donessin per presoners, ordenant-los replegar les veles. Aquests actes d'Acuña van molestar a Guevara, que si bé era un capità d'inferior categoria, no deixava de ser el veritable executor de la captura. Tots dos van creuar greus retrets, faltant poc per arribar a les armes. La nau portuguesa va ser ben acollida pels expedicionaris, que li van encomanar el lliurament de cartes pel govern de Castella.

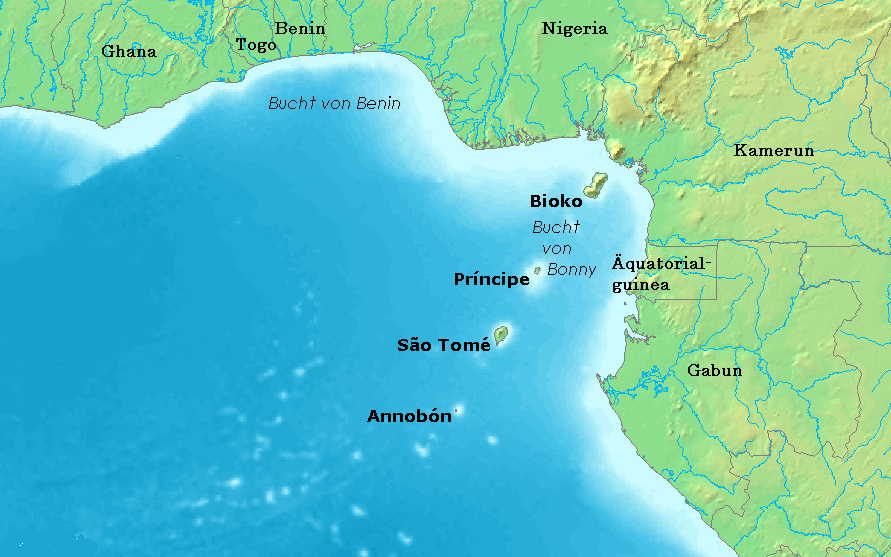
El golf de Guinea.

A l'entrar a la zona de calmes els velams es quedaren sense empenta i això va provocar que tardessin un mes i mig en recórrer cent cinquanta llegües. En aquestes aigües abunden els peixos voladors, els quals van causar gran sorpresa a Andrés de Urdaneta.
El 15 d'octubre van descobrir una illa deshabitada, a la qual se li va posar el nom de San Mateo. Posteriorment s'ha sabut, per les coordenades d'Urdaneta, que era l'actual illa d'Annobón, al golf de Guinea. Loaisa va ordenar llançar les àncores i baixar a terra per recompondre els desperfectes del passat temporal i fer aigua, sobretot pel molt de temps trigat a recórrer tan poca distància. Però a la vegada va aprofitar per investigar i posar ordre al conflicte obert entre Acuña i Guevara. En judici sumaríssim, després de ser informat de tots els detalls, va determinar que Acuña fos arrestat a la capitana durant dos mesos, quedant com a capità de la San Gabriel Martín de Valencia, que en principi era la persona destinada a quedar-se al comandament de les caravel·les que quedessin a les Illes Moluques, però a la vegada a Guevara se'l suspengué de sou però no del comandament. També castigà a vuit gentils homes que havien intentat sublevar-se a la nau de Juan Sebastián Elcano.

## Travessia per Amèrica del Sud
Des d'aquest punt la flota va salpar aprofitant els vents alisis amb destinació el Brasil, les costes del qual van veure el 19 de novembre, però en ser territori portuguès van virar cap al sud. En el trajecte van passar per davant Cabo Frio (5 de desembre) i el cap de Santa María (19 de desembre). El 26 de desembre van posar rumb oest, allunyant-se dues llegües de la costa, i el 28 van patir un temporal, del qual van sortir algunes naus danyades, la qual cosa va fer que la capitana se separés del resta de l'expedició. Elcano, com a segon cap, va proposar buscar-la a sotavent, però la idea no fou acceptada pel pilot major de la San Gabriel. Degut a això aquesta nau va continuar el rumb tota sola, quedant les altres a la recerca de la capitana, però van passar els dies i no es va trobar l'una, i es va perdre el rastre de l'altra, de manera que les cinc restants van decidir posar rumb al sud, en direcció al Riu Santa Cruz, com havia estipulat Loaisa. Van deixar enrere el Riu de la Plata i arribaren fins a Santa Cruz, a 50º de latitud sud el 12 de gener.
Aprofitant la cala, Elcano va decidir esperar un temps a Santa Cruz, a veure si aconseguia reunir totes les naus, supòsit que s'havia tractat en el consell de capitans a l'illa de la Gomera, però de nou la proposta va ser rebutjada, en aquesta ocasió per la totalitat dels capitans. Això no obstant, es va acordar deixar en un illot una gran creu i sota d'ella una olla amb les indicacions per trobar l'expedició en cas que les dues naus perdudes trobessin el lloc, dient que les esperaven fent aigua i llenya al Puerto de las Sardinas (estret de Magallanes).

## Arribada a l'Estret de Magallanes

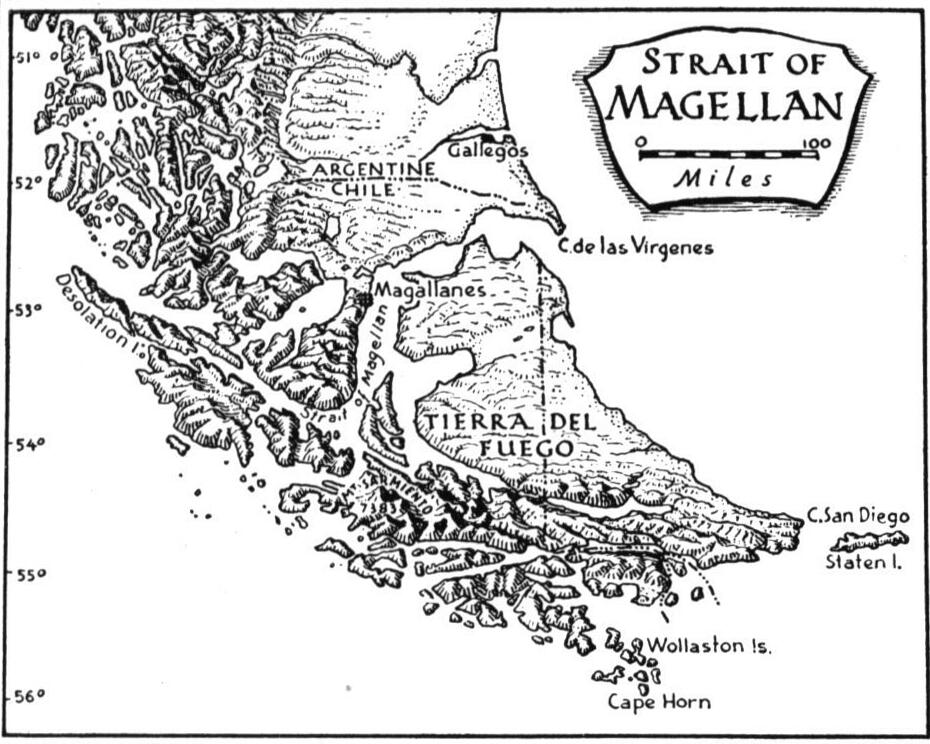
Mapa de l'àrea de l'estret de Magallanes.

Tot i haver ja passat per l'estret de Magallanes, Elcano es va equivocar a l'hora d'accedir-hi. Així, el diumenge 14 de gener de 1526 manà obrir les veles a l'estuari del Riu de Sant Ildefons, error que van cometre molts d'altres després d'ell. Però poc després d'entrar-hi, van començar a sentir-se cruixits dels cascs dels vaixells, de manera que es va donar l'ordre d'aturar l'avanç i enviar una xalupa per reconèixer l'indret. A la xalupa hi van pujar el seu germà Martín, el clergue Areizaga i Roldán i Bustamante, dos dels supervivents del viatge de la primera volta al món. L'ascens de la marea va permetre alliberar les naus, les quals, sense esperar la xalupa, es van allunyar uns caps mar endins, abans que els exploradors poguessin tornar a pujar-hi. Aquell mateix dia, segons explica el mateix Urdaneta, van trobar la veritable entrada de l'Estret, fondejant a recer del cap de las Once Mil Vírgenes.
Al voltant de les deu de la nit les aigües de la badia van començar a moure's de manera alarmant, així passaren tota la nit, però a l'alba s'havien desfermat totes les forces de la natura: el vent encaixonat, semblava rugir com un lleó ferit, i la mida de les onades era tal, que passaven a l'altura de la meitat del pal major. Aquesta situació va provocar que la nao Santi Spiritus, tot i haver llançat quatre àncores, comencés a moure's, de manera que es va intentar, realitzant un esforç gairebé sobrehumà, rescatar la seva tripulació. Per a això Elcano va ordenar a la nau que amollés la vela de trinquet, i d'aquesta manera la força del vent la va arrossegar fins a encallar a la costa. Amb tot, la violència de la ressaca impedia acostar-se a la nau. Alguns tripulants, veient la costa propera, es van llançar al mar, i de deu sols se'n salvà un, gràcies al fet que se li havia llançat un cap, que va servir per salvar la resta de la tripulació.
Després de la tempesta va arribar la calma, la qual van aprofitar per treure de la nau sinistrada tot el possible, però a les poques hores el mar va tornar a agitar-se, i aquesta vegada la Sancti Spiritus es va desfer contra les roques i es va enfonsar, mentre la resta de naus van poder aguantar millor el temporal. En tornar la calma es van enviar uns bots per recollir els tripulants que s'havien salvat i, així mateix, perquè el mateix Elcano, coneixedor de la travessa, pogués guiar la resta de naus per aquell temut paratge. Com en la xalupa no hi cabien tots, Elcano va dir que l'acompanyaria aquell que ell designés, sent Urdaneta l'escollit, que ho relata així: Així jo sol em vaig embarcar amb el dit capità, i ens vam anar a la nau Anunciada.
El diumenge 21 de gener Elcano convocà el consell de capitans, decidint que Andrés de Urdaneta, amb mitja dotzena d'homes, anés fins on s'havien quedat els nàufrags de la Sancti Spiritus. La missió no era fàcil, ja que un terreny complicat, el fred i els vents constants feien aquelles terres d'allò més inhòspit del planeta. Se'ls va proporcionar menjar i aigua per a diversos dies, van desembarcar i van trepitjar terra, i a les poques hores se'ls van presentar uns indis del lloc, els Selknam, que impressionaren els espanyols per l'elevada estatura, de prop d'un metre i vuitanta centímetres de mitjana. Urdaneta els va convèncer, a canvi de menjar, que només anaven a recollir uns companys i que quan ho fessin tornarien a les seves naus i marxarien. Els indis els van seguir fins que en donar-los la resta del menjar van desaparèixer i es quedaren sols i sense menjar. A tant va arribar la desesperació en els dies següents que Urdaneta explica:
| « | Era tanta la set que teníem, que la majoria de nosaltres no ens podíem moure, ens ofegàvem de set, i en això vaig recordar que potser trobaria alleujament amb els meus propis orins, i així ho vaig fer, després vaig beure set o vuit glops d'ells, i ho vaig celebrar com si hagués menjat i begut ... | » |

Prosseguiren la recerca dels seus companys i van aconseguir trobar un bassal d'aigua dolça, al costat del qual creixien uns matolls d'api amb els quals es va afartar. Seguint el camí es van trobar amb uns rierols, que van haver de creuar amb l'aigua gelada fins als genolls, per després enfilar-se per uns penya-segats de pedres tallants. Van tornar a sentir el flagell de la fam, però llavors van veure conills i ànecs, i es van dedicar a caçar-los per tal de fer un bon sopar. Però en encendre el foc una ràfega de vent va portar una brasa a un barril de pólvora, que va esclatar i va cremar a Urdaneta, el qual escriu: Em vaig cremar tot, cosa que em va fer oblidar tots els treballs passats i perills.
El vespre de l'endemà van arribar a l'indret on es trobaven els nàufrags, l'alegria dels quals va ser indescriptible, ja que tots es donaven per perduts. Ben aviat els anirien a recollir i calia tenir-ho preparat tot el que s'havien pogut salvar de la nau per embarcar-los el més ràpid possible.
Estant al nou campament, el 24 de gener albiraren unes veles, que no eren altres que la de la capitana, la San Gabriel i el patatxe Santiago. Loaisa havia trobat la San Gabriel el 31 de desembre i el 18 de gener havia arribat al port de Santa Cruz, on havia trobat les instruccions que, al peu de la creu, havia deixat Elcano. El 23 de gener van trobar el patatxe Santiago a la desembocadura del riu Gallegos. Urdaneta i els seus van començar a cridar i encendre fogueres, per cridar la seva atenció. Loaisa, sorprès, va manar el patatxe acostar-se a terra, embarcant-ne uns quants i deixant la resta a terra per guardar els materials rescatats de naufragi.
Mentrestant Elcano, amb les tres naus restants, es preparava per superar l'Estret, i va llançar les àncores a unes cinc llegües de la veritable entrada. En desencadenar-se de nou la mala mar les naus van tornar a patir de valent. LAnunciada començà a moure's i a la tripulació els entrà pànic i començà a demanar misericòrdia, ja que les naus tot i estar allunyades, amenaçaven d'estavellar-se contra els penya-segats. Elcano aconseguí arribar on estava Pedro de Vera, capità de la nau, i li explicà que si tothom treballava de valent es podia salvar la nau. Finalment van aconseguir posar-se fora de perill a alta mar realitzant arriscades maniobres. Dos dies després, la nau Anunciada tornà a intentar el pas de l'Estret, on només entrar es van trobar amb les dues naus de Loaisa fondejades, amb Urdaneta i els nàufrags de la Sancti Spiritus. L'alegria s'escampa entre els dos grups, ja que les dues parts es donaven per perdudes. El 25 de gener va quedar reunida l'expedició a recer del cap de las Once Mil Vírgenes.
Loaisa encarregà a Elcano que amb la Parral, la San Lesmes i el patatxe s'introduís a l'Estret i recollís la resta de nàufrags i els materials recollits, salpant el vint-i-sis de gener i tornant deu dies després amb tots ells i lliurant-se per poc, d'una altra tempesta.
Quan això va succeir es trobaven embarcats a la Parral, tant Elcano com Urdaneta, que juntament amb el patatxe busquen un bon refugi en un rierol, on les naus queden a l'embat del fort vent del sud-oest, però Elcano va descobrir un lloc millor per ser un abric natural, aconseguint posar allà la seva nau i el patatxe. Però la San Lesmes, al comandament de Francisco de Hoces, es va veure obligada a passar el temporal i viatjar fins als 55º de latitud Sud, convertint-se en els primers a descobrir el pas del Cap d'Hornos, a l'extrem meridional del continent, anticipant-se en 55 anys al pirata Francis Drake. Per aquest motiu a Espanya i part d'Hispanoamèrica es coneix com a Mar de Hoces el Passatge de Drake dels anglosaxons.
Quatre dies va estar Elcano al mateix lloc esperant que el temporal amainés, quan de sobte va veure sortir la San Gabriel, per la qual cosa va donar l'ordre d'efectuar una salva. Això va propiciar que el capità de la nau, Rodrigo de Acuña, s'acostés i li comuniqués que la capitana de l'expedició s'havia estrellat, i llevat del mestre i uns pocs mariners que havien abandonat la nau, no creia que ningú més s'hagués salvat, inclòs Loaisa. Valencia li va confessar que estava enfonsat davant tants i tan repetits desastres, per la qual cosa resolia donar per acabada l'expedició i tornar a Espanya. Però Elcano no pensava el mateix i va ordenar enviar ajuda als seus companys i així intentar rescatar la nau Victoria. Gràcies a la seva ajuda es va aconseguir que la capitana no s'enfonsés, salvant al mateix temps a tots els que s'havien quedat a bord.

## Desercions

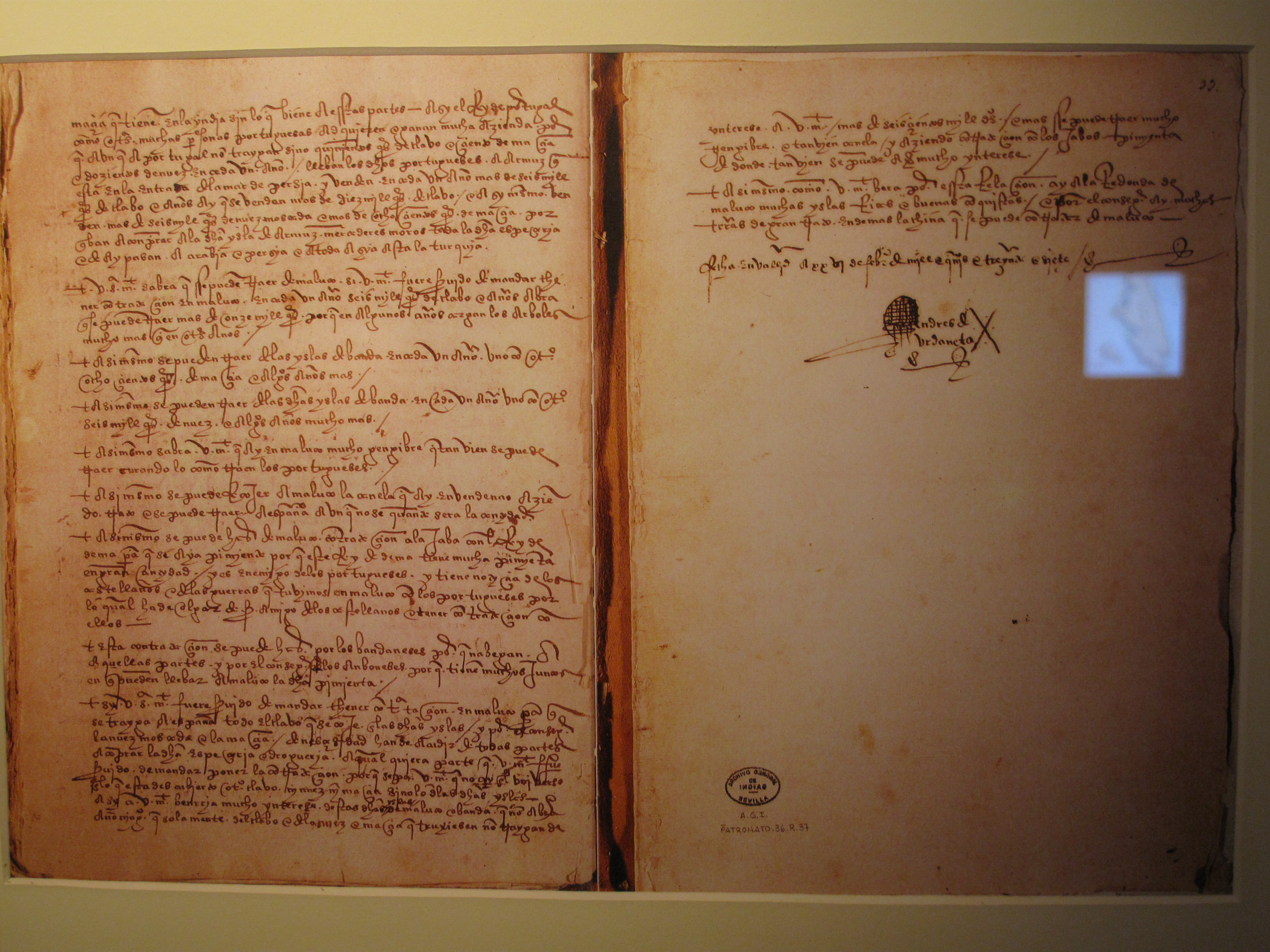
Darrera pàgina del Diari de Viatge redactat per A. de Urdaneta.

Urdaneta anotà en el seu diari del 10 de febrer la deserció de lAnunciada, el capità de la qual, Pedro de Vera, va expressar el seu propòsit de navegar cap a les Moluques pel Cap de Bona Esperança, és a dir, amb rumb oposat. La nau va sortir de la boca de l'Estret sense fer cas a les ordres que se li donaven. Dice Urdaneta: no volgué venir on estàvem nosaltres i a la tarda va desaparèixer i mai més la vam veure.
Després de les tempestes patides i que la capitana encallés, les naus no estaven en condicions per aguantar cap més temporal. Per això el 13 de febrer, Loaisa i Elcano van decidir tornar al riu Santa Creu per reparar els danys a les naus. Es va ordenar a Rodrigo de Acuña, que amb la seva nau anés a buscar el patatxe per transmetre'ls-hi l'ordre. Acuña es va fer el desentès, però Loaisa li tornà a ordenar i davant les amenaces finalment va decidir anar-hi, recuperant de pas la xalupa que estava en poder del patatxe.
De la mateixa manera que dies abans havia desertat l'Anunciada, ara ho feia la nau San Gabriel, que va tornar a Castella per la costa del Brasil, havent d'enfrontar-se a tres galions francesos. Després de la mort d'Acuña, el seu capità, Martín de València, presoner dels francesos i després alliberat, va aconseguir entrar amb la seva nau al port gallec de Baiona el 28 de maig de 1527, gairebé ja sense queviures.

## El pas de l'estret de Magallanes

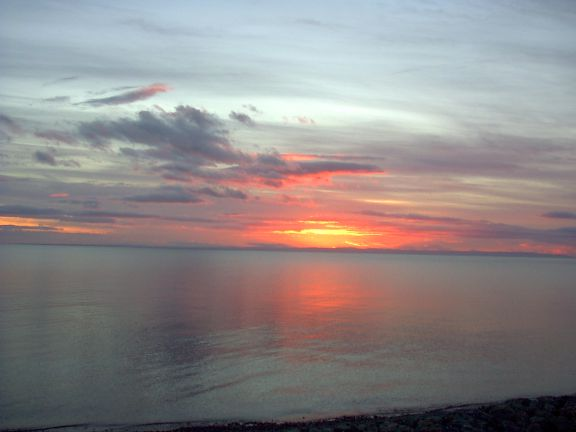
Alba a l'Estret de Magallanes.

Amb la deserció de l'Anunciada i la San Gabriel l'expedició quedava ferida de mort, perquè a això calia afegir que la resta de naus no estaven en condicions de navegar. En aquest ancoratge van romandre-hi durant un mes reparant les naus i fent provisió de menjar. Les condicions de la pesca eren molt fàcils, ja que durant la baixamar fins i tot es podia agafar el peix amb la mà. En aquest indret van tastar per primera vegada la carn de foca.
En escorar la capitana, i aprofitant que la baixamar la deixava en sec, es van poder comprovar els greus danys que tenia: el codast estava completament trencat, així com tres braces de la quilla, cosa que feia molt complicat tornar-la a posar en servei. Amb tot, el fet era que, amb la pèrdua de la segona nau de l'expedició i la deserció de l'Anunciada i la San Gabriel, l'expedició no podia deixar perdre el seu únic vaixell ben armat i de major capacitat. Els expedicionaris es van dedicar gairebé per complet a reparar la capitana. A base de recollir restes de la Santi Spiritu i dels materials de recanvi que portaven als altres vaixells, es va aconseguir tornar a posar a flotació la Santa María de la Victoria. A part d'això, es va construir un batel per a la Santa María del Parral i la San Lesmes. Aquesta darrera va estar a punt de ser abandonada per la gran quantitat de danys que tenia, però les grans baixamars d'aquelles costes van permetre acabar d'arreglar-la i posar-la novament en servei.
El 24 de març van acabar les reparacions i es tornaren a fer a la mar. El 5 d'abril van doblar el cap de les Once Mil Vírgenes, i el 8, amb el patatxe al capdavant en missió d'exploració, s'endinsen a l'estret. En arribar a la posició on s'havia quedat anteriorment la nau capitana, Loaisa encarregà a la xalupa recollir alguns ceps de llombarda i bótes que s'havien quedat allà. Però en arribar els homes a terra foren atacats amb fletxes pels indis, els quals defensaven aquells estris amb la vida. L'endemà, el gruix de l'expedició es va trobar amb el patatxe, ben arrecerat a l'espera de la seva arribada, quedant tots reunits.
Es va reprendre aleshores el difícil pas de l'estret de Magallanes, un laberint d'entrades i sortides de 305 milles marines de longitud, que obligava a tenir en constant vigilància a algun vaixell explorador. Però la mala sort semblava perseguir Loaisa: quan ja estaven a punt de sortir a la seva nau es va calar foc a coberta per estar encès un foc per coure una caldera de brea. El pànic es va apoderar de la dotació, que s'amuntegà per abordar la xalupa, i fer-se a l'aigua. Per sort altres mariners van aconseguir apagar el foc.

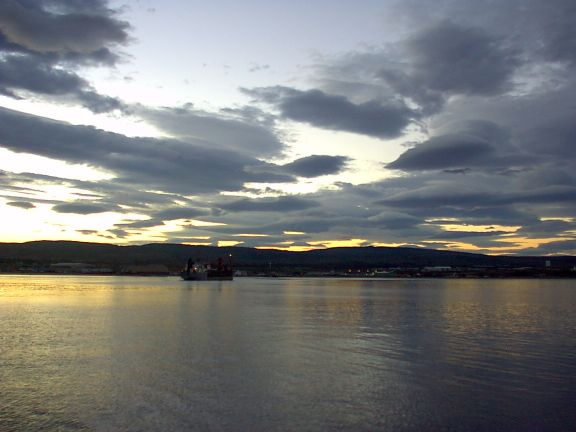
Capvespre a l'estret de Magallanes.

El dia 12 d'abril l'expedició va arribar al port de la Concepción i el 16 es trobava a la punta de Santa Ana, que els expedicionaris bategen amb el sobrenom destret de les Neus, per estar tots els seus cims coberts de neu. L'ensordidor rugir del mar en trobar-se els dos oceans feia tremolar els cascs de les naus. La nit del 18 d'abril els expedicionaris van tenir un gran ensurt, ja que de sobte i trobant-se en al port de San Jorge van començar a sentir crits que els feien els patagons, els quals s'acostaven a gran velocitat amb les seves canoes proveïts de tions encesos, de manera que es van afanyar a agafar les armes, però no les vam emprar perquè es retiraren.
Entre el 25 d'abril i el 2 de maig l'expedició va estar en Buen Puerto. El 6 de maig, en les proximitats del port de San Juan, l'expedició es va veure obligada a patir un altre temporal, aconseguint no sense esforços arribar a l'esmentat port. Estant ja fondejats, va començar a nevar i a fer molt de fred, sense que la tripulació estigués preparada per suportar-ho. El mal temps va obligar l'expedició a romandre en aquell indret durant uns dies. Pensant que el temps millora es fan a la mar, però a les poques milles es veuen obligats a tornar, ja que el temporal roman i augmenta la seva intensitat. Les condicions de vida a bord dels vaixells eren terribles, tal com relata Urdaneta al seu diari, amb multitud de polls, que fins i tot provoquen la mort d'un mariner.
El 15 de maig el temps va començar a millorar, cosa que van aprofitar immediatament per fer-se a la mar. El dissabte 26 de maig de 1526, vigília de la festivitat de la Santíssima Trinitat, l'armada arriba a l'extrem de l'illa Desolación i dobla el cap Deseado, sortint de l'estret de Magallanes després 48 dies de travessia pel mateix.

## Separació de l'expedició
Sis dies després d'entrar a la immensitat de l'oceà Pacífic, el 2 de juny, l'esquadra es va trobar un altre temporal que va desfer l'expedició, ja que des de les cofes no es veia cap a vaixell a la vista. Estant ja a unes cent cinquanta llegües del cap Deseado, la tempesta es va convertir gairebé en un huracà, cosa que encara va contribuir més a allunyar les naus. L'expedició ja no tornaria a reunir-se, però es té constància dels rumbs dels vaixells separats:
- La San Lesmes va ser vista per última vegada pel patatxe, i d'ella mai més es va saber res. Més de dos segles després, el 1772, la fragata Magdalena trobà una gran creu molt antiga prop de Tahití, de manera que per aquesta notícia, l'historiador Martín Fernández de Navarrete va treure la conclusió, que pels corrents i amb les últimes dades del patatxe, es podia gairebé assegurar que van anar a parar allà. El 1929 es van trobar uns canons espanyols del segle xvi a l'illa d'Amanu, a les Tuamotu. Altres autors opinen que van arribar fins Nova Zelanda i van naufragar a la costa meridional d'Austràlia, des d'on la tripulació hauria resseguit la costa fins al cap York, on foren capturats, probablement, per la segona expedició del portuguès Gomes de Sequeira.

- La Santa María del Parral va aconseguir creuar el Pacífic i arribar a les Cèlebes. Una sedició, preparada pels mariners Romay i Sánchez, donà mort al capità, Jorge Manrique de Nájera, el seu germà i al tresorer. Després la van fer embarrancar a l'illa de Sanguin, prop de l'illa de Cebu, on van desembarcar. Però els indígenes els van atacar, matant a diversos dels espanyols i capturant la resta. El febrer de 1528 l'expedició d'Álvaro de Saavedra va recollir aquests mariners. Els instigadors del motí, Romay i Sánchez, van ser processats i declarats culpables d'amotinament, desobediència i assassinat, sent executats a Tidore.

- Pel que fa al patatxe Santiago, sota el comandament de Santiago de Guevara, va posar rumb cap al nord i va realitzar un sorprenent viatge de 10.000 km fins a arribar a la costa de Nova Espanya. Va arribar al golf de Tehuantepec el 25 de juliol de 1526 i juntament amb part de la tripulació van participar en l'expedició d'Álvaro de Saavedra que també creuaria el Pacífic entre 1527 i 1529.

## La travessa del Pacífic
Mentrestant la capitana, la nau Santa María de la Victoria, trobant-se sola el 4 de juny a 41° 30′ de latitud sud, va prosseguir el viatge. La seva situació empitjorava per moments, perquè per culpa dels temporals les seves reparacions s'havien ressentit i començava a fer aigua en excés. A més, l'escorbut va començar a causar estralls entre els tripulants, començant una trista i llarga llista de morts a bord. El 24 de juny va morir el pilot don Rodrigo Bermejo; el 13 de juliol el va seguir el comptador don Alonso de Tejada, el dia 30, quatre dies després de superar el Tròpic de Capricorn, moria el cap de l'expedició capità general Loaisa, sent nomenat general de l'expedició Juan Sebastián Elcano, ja molt malalt, que va morir 5 dies després, el 6 d'agost. Andrés de Urdaneta va ser un dels testimonis que van signar el testament d'Elcano, en què dedicava un record emotiu a la seva vila natal. En substitució d'Elcano va ser nomenat general Alonso de Salazar. Unes hores després d'Elcano moria Álvaro de Loaisa, nebot del cap de l'expedició, que havia estat nomenat comptador en morir el titular. Urdaneta explica:
| « | Tota aquesta gent que va morir (uns trenta des de la sortida a l'oceà) va morir en créixer les genives de tal manera que no podien menjar cap cosa i més d'un mal de pits amb això; jo vaig veure treure un home tant gruix de carn de les genives com un dit, i un altre dia tenir-les crescudes com si no li hagués tret res. | » |

## Arribada a Guam
El 9 d'agost la nau es trobava a 12º de latitud nord, rumb a les illes dels Lladres. El 21 d'agost van descobrir l'illa de San Bartolomé, però llançant la sonda aquesta no donava una profunditat suficient i això va fer que la trentena de supervivents posessin rumb a les illes dels Lladres.
Van veure-les el 4 de setembre i l'endemà van arribar a l'illa de Guam, on van fondejar. Immediatament una gran quantitat de piragües van envoltar la nau a gran velocitat. Els va abordar un grup d'indígenes, totalment nus, amb tal facilitat que va espantar els tripulants. D'entre els indígenes en va destacar un, que en un perfecte castellà amb accent gallec, els va dir: Bon dia, senyor capità i mestre i bona companyia... Aquest home era Gonzalo de Vigo, desertor de l'expedició que, comandada per González Gómez de Espinosa, s'havia separat d'Elcano el 1521, a les Illes Moluques, en un intent de travessar el Pacífic rumb a Darién.
Gonzalo de Vigo va demanar el Seguro Real (és a dir, el perdó) i per la seva amable arribada, més l'ajuda que va als malalts d'escorbut, li fou concedit a bord mateix i en aquell instant.

## Mindanao

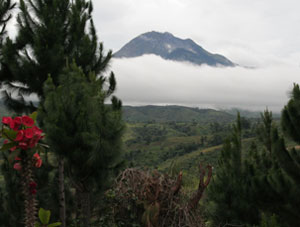
El Mont Apo, a la costa meridional de Mindanao.

Encara no recuperats del tot, el 10 de setembre es feren novament a la mar, però als cinc dies de la sortida va morir Toribio Alonso de Salazar, que havia estat nomenat per Elcano com a capità de la nau. Això va fer reaparèixer els problemes, ja que hi va haver dos pretendents al comandament: Hernando de Bustamante i Martín Íñiguez de Carquizano, els quals a la vegada tenien dividides les simpaties entre els tripulants. El primer era un dels que havia anat amb Elcano i havia estat cridat per ordre real a presència de Carles I, pel que la fama de bon navegant li era propícia per al càrrec. El segon era comptador general de l'expedició de Magalhães i també un supervivent de la primera volta al món, per la qual cosa estaven tots dos molt igualats. Per decidir qui havia de ser el responsable es va fer una votació per majoria. Així, aquell mateix dia, 15 de setembre, en presència de l'escrivà general, tots van anar passant i deixant el seu paper amb el nom de l'escollit.
En realitzar l'escrutini i veure el resultat a l'escrivà se li va escapar un somriure. Això va fer, segons explica Urdaneta, que abans de veure's els vots Martín Iñiguez agafés els vots i els llancés per la borda, iniciant-se una discussió per la seva conducta. Finalment s'arribà a l'acord de compartir el comandament entre els dos fins a arribar a les Moluques, a l'espera que allà hi hagués algun dels vaixells perduts de l'expedició per tal de prendre una decisió.
A l'alba del 2 d'octubre, des de la cofa es va donar avís de terra en la mateixa línia de l'horitzó: es tractava de l'illa de Mindanao. Per això Carquizano convocà a Bustamante i altres quinze homes, a qui va dirigir un discurs en què recordà que no tenien cap capità nomenat i això els podia ocasionar problemes i que en ser l'oficial de més graduació havia de ser elegit capità general de l'expedició. Davant aquestes paraules tots li van jurar obediència i respecte com a cap, però Bustamante s'hi negà fins que davant l'amenaça de posar-li grillons s'ho repensés.
El 6 d'octubre arribararen a la costa. Carquizano, amb previsió, va ordenar llançar les àncores a certa distància d'ella i, alhora, va manar a Urdaneta amb la xalupa i diversos homes a veure com era la població indígena. Va intentar conversar amb ells Gonzalo de Vigo, però l'idioma era diferent, havent de recórrer a la mímica. A canvi de quincalla lluenta van aconseguir omplir la xalupa de cocos, plàtans, batates, fruites diverses, vi de palma, arròs i fins i tot alguna gallina. En ser l'acollida tan agradable, Carquizano va ordenar llevar àncores i acostar la nau a la costa, i un cop allà va rebre la visita del cacic de la zona. Seguint amb l'intercanvi van aconseguir més provisions, però en adonar-se el capità general que els penjolls dels indígenes eren d'or va ordenar que ningú intentés l'intercanvi per aquest metall, igual com havia fet Magalhães.
Uns dies més tard va tornar Urdaneta amb la intenció tornar a fer intercanvis, però en aquesta ocasió els indígenes havien estat revoltats per un malai. En començar a parlar els indis van exigir-los apagar les metxes dels fusells, cosa a la qual es negaren. Això va donar lloc a ostatges, negociacions i traïcions fins que finalment els castellans van poder fugir cap al vaixell sense patir cap baixa.
L'endemà Carquizano, amb seixanta homes perfectament armats, desembarcaren i s'endinsaren a la jungla fins a arribar al campament on, els indis van sortir corrents només veure'ls. Avisat Carquizano per Bustamante de la forma de combatre dels indis, va disposar la retirada amb una bona defensa a la rereguarda, evitant d'aquesta manera un més que possible atac.
En no poder arribar a cap acord per la manifesta hostilitat dels indígenes, Carquizano va ordenar llevar àncores el 15 d'octubre i fer-se a la mar rumb a l'illa de Cebu, però els vents contraris el van obligar a desistir, dirigint-se finalment cap a les Moluques.

## Les Moluques

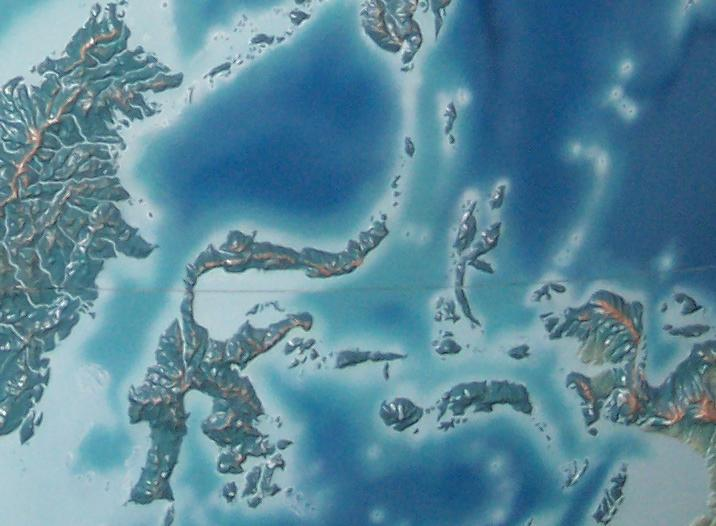
Les illes de les espècies.

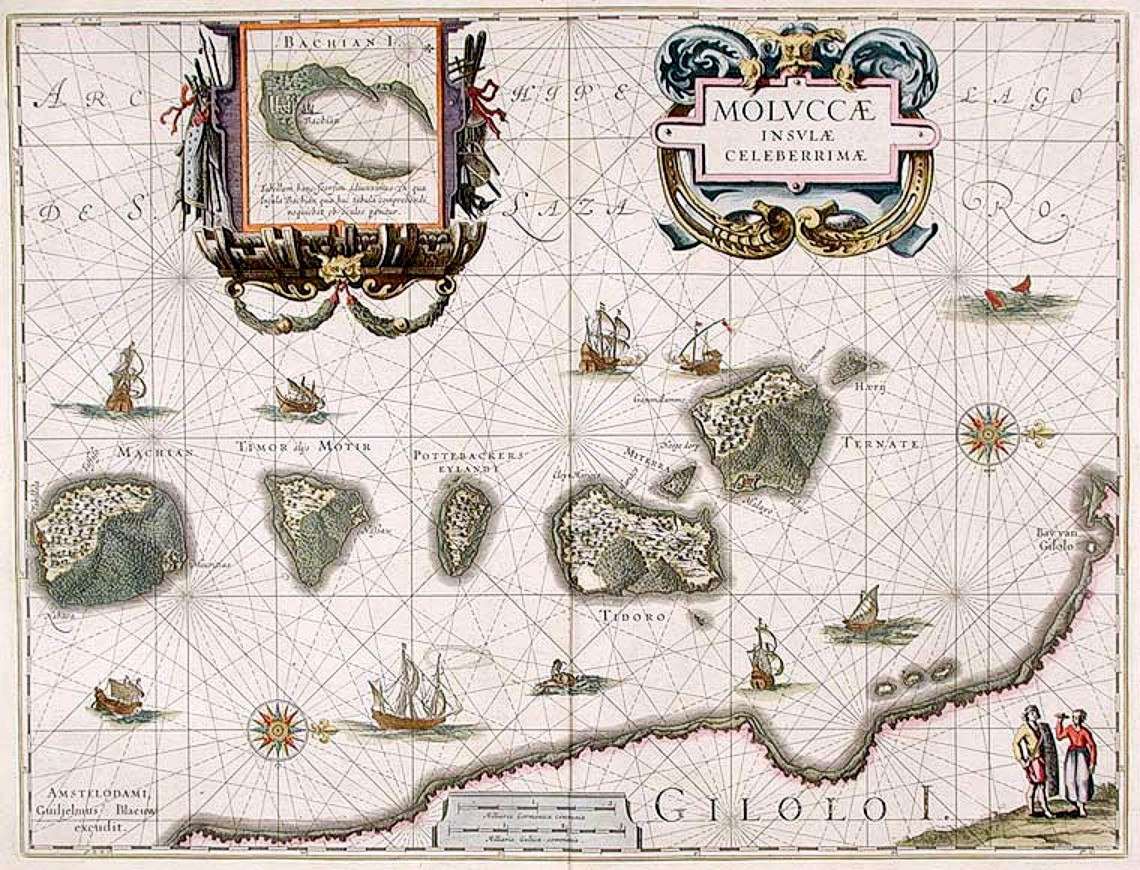
Moluccæ Insulæ Celeberrimæ. Mapa de Blaeu de les Moluques, que aparegué per primera vegada el 1630 a l'Atlantis Appendix. Fou el primer mapa detallat a gran escala de les illes de les espècies, en aquell moment ja neerlandeses.

El 22 d'octubre van arribar a Tàlau, a l'arxipèlag de les Cèlebes, on s'abastiren en abundància comerciant amb els seus habitants. El cap de l'illa, després de realitzats tots els intercanvis, es va reunir amb Carquizano, demanant-li que l'ajudés a acabar una guerra amb un veí, però Carquizano, recordant que alguna cosa semblant li va passar a Magalhães i per evitar caure en la mateixa trampa es va negar.
L'expedició va salpar d'aquesta illa i es va dirigir a Gilolo, la major de les Moluques, on van arribar el 29 d'octubre. En arribar els seus habitants se'ls van acostar amb les seves canoes, confonent-los amb portuguesos. El 3 de novembre, Carquizano va enviar a Urdaneta i a cinc més a informar als reis de Tidore i Gilolo de la seva arribada i de les intencions d'ajudar-los contra els enemics. El 4 de novembre van entrar al port de Zamafo, d'on van partir el 18 de novembre rumb a l'illa de Rabo. Van arribar-hi el 30 de novembre i des d'allà van tornar a Zamafo, on es van estar entre el 13 i el 30 de desembre.
Salparen d'aquella illa i el cap d'any de 1527 la nau va arribar a Tidore, on van ser ben rebuts i s'avituallaren d'aliments frescos, però el tracte amb els indígenes era irregular, havent-hi diversos enfrontaments entre les dues forces. El 17 de gener els portuguesos van intentar abordar la nau espanyola a bord de les canoes dels indígenes, però ho van fer en una nit de lluna plena, cosa que va fer que fossin descoberts pels sentinelles de la nau. En l'enfrontament hi va haver un mort per banda, dos ferits portuguesos i quatre d'espanyols. Al capvespre d'aquell dia els espanyols, junt amb dos-cents indígenes, van avortar un intent de desembarcament prop de la nau, per tal de poder castigar el vaixell amb artilleria.
L'endemà van tornar els portuguesos, i començant un nou canoneig. De resultes la Santa María de la Victoria fou tocada per tres artefactes, però el major dany el patí en disparar les seves pròpies peces d'artilleria, cosa que va fer que el vaixell quedés inservible per ser novament aparellat i fer-se a la mar. Carquizano va ordenar desmantellar la nau i reutilitzar els materials i l'artilleria per poder fortificar alguna posició.
Amb l'excusa de fer la pau els portuguesos van enverinar Carquizano l'11 de juliol de 1527. Per votació fou escollit nou capità Hernando de la Torre i els 120 espanyols que quedaven procediren a construir una fortalesa a Tidore amb dues dotzenes de peces d'artilleria.
El 27 de març de 1528 va arribar a Tidore la nau Florida al comandament d'Álvaro de Saavedra Cerón, enviada per Hernán Cortés per buscar les expedicions de García Jofre de Loaisa i Sebastià Cabot (aquesta darrera s'havia quedat al riu de la Plata) en compliment d'ordres de Carles V. La Florida va partir cap a Nova Espanya el 14 de juny de 1528, carregada amb seixanta quintars de clavell d'espècia, però ha de tornar a Tidore, on arriba el 19 de novembre de 1528. Marxa de nou el 3 de maig de 1529, però novament ha de tornar, arribant a Gilolo el 8 de desembre de 1529, morint Álvaro de Saavedra Cerón en el trajecte.
Després de diversos mesos de lluita els portuguesos havien pres Tidore, abandonat pels espanyols, igual com les naus espanyoles, de manera que els 18 supervivents del Florida continuaren cap a Malaca, on foren capturats pels portuguesos, morint allà deu d'ells.
Els espanyols de Tidore continuaren la lluita fora de la fortalesa ocupada pels portuguesos, però el 1529 Hernando de la Torre va signar la pau amb el capità portuguès de les Moluques, Jorge de Meneses.
Es va acordar que els espanyols romandrien a l'illa de Maquien que havien pres al rei de Ternate, sense intentar comprar clavell d'espècia ni aliar-se amb els enemics dels portuguesos, els reis de Gilolo i Tidore. Posteriorment van ser traslladats a Goa, a l'Índia, on se'ls van unir els supervivents de l'expedició de Saavedra. Mentre estaven presos dels portuguesos, els membres de l'expedició de Loaisa reben la notícia que Carles V havia venut els drets sobre les Moluques a Portugal mitjançant el Tractat de Saragossa. Els 24 supervivents van arribar a Lisboa a mitjans de 1536.